# James Carter (basket-ball)
Pour les articles homonymes, voir James Carter et Carter.
James Carter, né le 27 mars 1964, à New York, est un joueur et entraîneur portoricain de basket-ball. Il évolue durant sa carrière au poste de meneur.

## Palmarès
- Champion des Amériques 1989
- Finaliste du championnat des Amériques 1993, 1997
- Vainqueur des Jeux panaméricains de 1991